# 香美町立村岡中学校
香美町立村岡中学校（かみちょうりつ むらおかちゅうがっこう）は、兵庫県美方郡香美町村岡区村岡にある公立中学校。

## 沿革
統合前
- 1947年（昭和22年）5月8日 - 村岡町立村岡中学校が開校、村岡小学校校舎に併設。
- 1951年（昭和26年）5月5日 - 独立校舎竣工（2代目校舎）。
- 1989年（平成元年）12月25日 - 現校舎竣工（3代目校舎）。
- 2005年（平成17年）4月1日 - 村岡町・美方町・香住町が合併し香美町発足に伴い、村岡町立から香美町立村岡中学校と改称。
- 2009年（平成21年）3月31日 - 閉校。

統合後
- 2009年（平成21年）4月 - 旧村岡・兎塚・射添の3中学校を統合し、新・村岡中学校が開校する。統合校舎は引き続き村岡中が使用される。

## 部活動
- バレーボール部
- 男子バスケットボール部
- 卓球部
- 吹奏楽部

## 校区
- 香美町立村岡小学校
- 香美町立兎塚小学校
- 香美町立射添小学校

## 交通アクセス
- 西日本旅客鉄道（JR西日本）山陰本線 八鹿駅前より
  - 全但バス村岡・秋岡・湯村行き「村岡」バス停下車。

## 通学区域が隣接している学校
- 香美町立小代中学校
- 新温泉町立夢が丘中学校
- 新温泉町立浜坂中学校
- 香美町立香住第一中学校
- 豊岡市立竹野中学校
- 豊岡市立日高西中学校
- 養父市立八鹿青渓中学校
- 養父市立関宮学園